# David Booth Kansas Memorial Stadium
David Booth Kansas Memorial Stadium é um estádio localizado em Laurence, Kansas, Estados Unidos, possui capacidade total para 47.000 pessoas, é a casa do time de futebol americano universitário Kansas Jayhawks football da Universidade do Kansas. O estádio foi inaugurado em 1921, o nome é em homenagem ao empresário David G. Booth que doou dinheiro para a construção do estádio.